# Маунтин Вју (Колорадо)
Маунтин Вју (енгл. Mountain View) град је у америчкој савезној држави Колорадо.

## Демографија
По попису из 2010. године број становника је 507, што је 62 (-10,9%) становника мање него 2000. године.
| Група             | 2000.       | 2010.       |
| Белци             | 423 (74,3%) | 346 (68,2%) |
| Афроамериканци    | 0 (0,0%)    | 2 (0,4%)    |
| Азијати           | 2 (0,4%)    | 3 (0,6%)    |
| Хиспаноамериканци | 135 (23,7%) | 144 (28,4%) |
| Укупно            | 569         | 507         |